# Andrea Blanqué
Andrea Blanqué (Montevideo, 26 de julio de 1959) es una poeta, narradora y profesora uruguaya.

## Biografía
Andrea Blanqué nació en una familia proveniente de España, refugiada en el Río de la Plata luego de la caída de la República y el fin de la guerra. Su padre, en Barcelona, era librero al igual que todo el grupo familiar. Luego de las turbulencias con Perón en Argentina y las subsiguientes dictaduras, una parte de los Blanqué cruzaron a Uruguay. Es integrante de la Generación del 80. Formó parte del colectivo de mujeres poetas y plásticas «Viva la pepa» (1989), que se consolidó en torno a una antología publicada por Ediciones de Uno en 1990. Vivió algunos años en España, al obtener una beca para estudiar allí desde 1981 a 1987.
Egresó del Instituto de Profesores Artigas (IPA) y en la actualidad se desempeña como profesora de Literatura. Es Magíster en Ciencias Humanas, por la Facultad de Humanidades y Ciencias de la Educación, y su tesis trata sobre la Literatura del Holocausto. 

## Obra
La obra de Andrea Blanqué abarca varios géneros literarios y múltiples registros, entre los que se encuentran novela, cuento, poesía, ensayo y crítica literaria. Se desempeñó durante dos décadas como periodista cultural en el diario El País de Uruguay, entre 1994 y 2014, dando cuenta de libros y autores, y aportando diversas impresiones sobre el panorama literario local, regional e internacional.  En sus inicios como autora se dedicó a trabajar con la poesía, y su primer libro -La cola del cometa (Ediciones de Uno, N° 28, 1988)-, fue muy bienvenido por la crítica.
A este primer impulso le siguieron Canción de cuna para un asesino (Último reino, Buenos Aires, 1992) y más tarde El cielo sobre Montevideo (Ediciones imaginarias, 1997). A partir de 1990, la autora comienza a diversificar sus intereses de escritura y alterna los trabajos poéticos con proyectos narrativos y de investigación literaria. Así aparece la colección de relatos Y no fueron felices (Ediciones de Uno, 1990) con ilustraciones de Inés Olmedo; la Antología del retrete. Grafitis de los baños de mujeres (Vinten editor [Montevideo]; Editorial Memphis [Buenos Aires], 1991), cuyo prólogo y recopilación estuvo a cargo de la autora, acompañada por viñetas de Pepi Gonçalvez. Finalmente publica el libro de cuentos Querida muerte (1993), por el que al año siguiente recibe el Premio de narrativa en la 33° Feria Nacional de libros y grabados. La década culmina con la publicación de La piel dura (Planeta, 1999), volumen de cuentos que colocará su nombre a nivel internacional: «La piel dura cuenta historias tan extrañas como verosímiles que transcurren en lejanas ciudades del Viejo Continente o en un Montevideo en decadencia ya la vez bello» [Contratapa del libro].

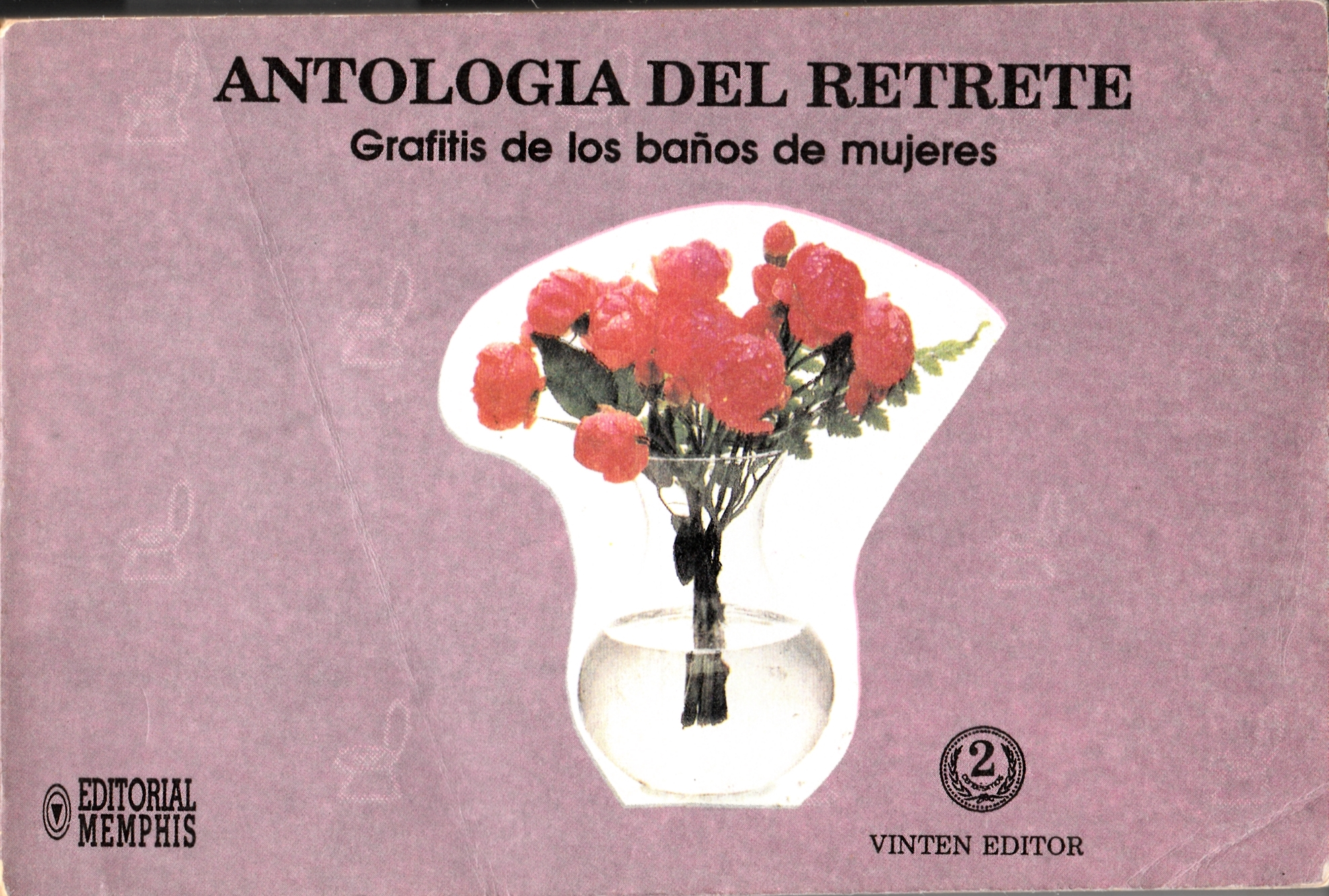
Antología del retrete. Grafitis de los baños de mujeres, 1991.

La década del 2000 estará signada por la escritura de novelas para un público lector ya conquistado. Con pocos años de diferencia aparecen: La Sudestada (Planeta, 2001); La Pasajera (Alfaguara, 2002); Atlántico (Alfaguara, 2006); y Fragilidad (Punto de lectura, 2009). Todas de neto corte intimista y con temáticas variadas: historias actuales donde el énfasis se concentra en lo cotidiano y en la subjetividad, dando voz a protagonistas mujeres a las que el lector acompaña con la escucha de sus diversos roles; madres, hijas, amantes, amigas, cada una con sus secretos y virtudes, con sus búsquedas y desencuentros. Luego de esta serie de textos se produce un impasse de ocho años en la producción de la autora, al punto que no estaba claro si seguiría escribiendo:       

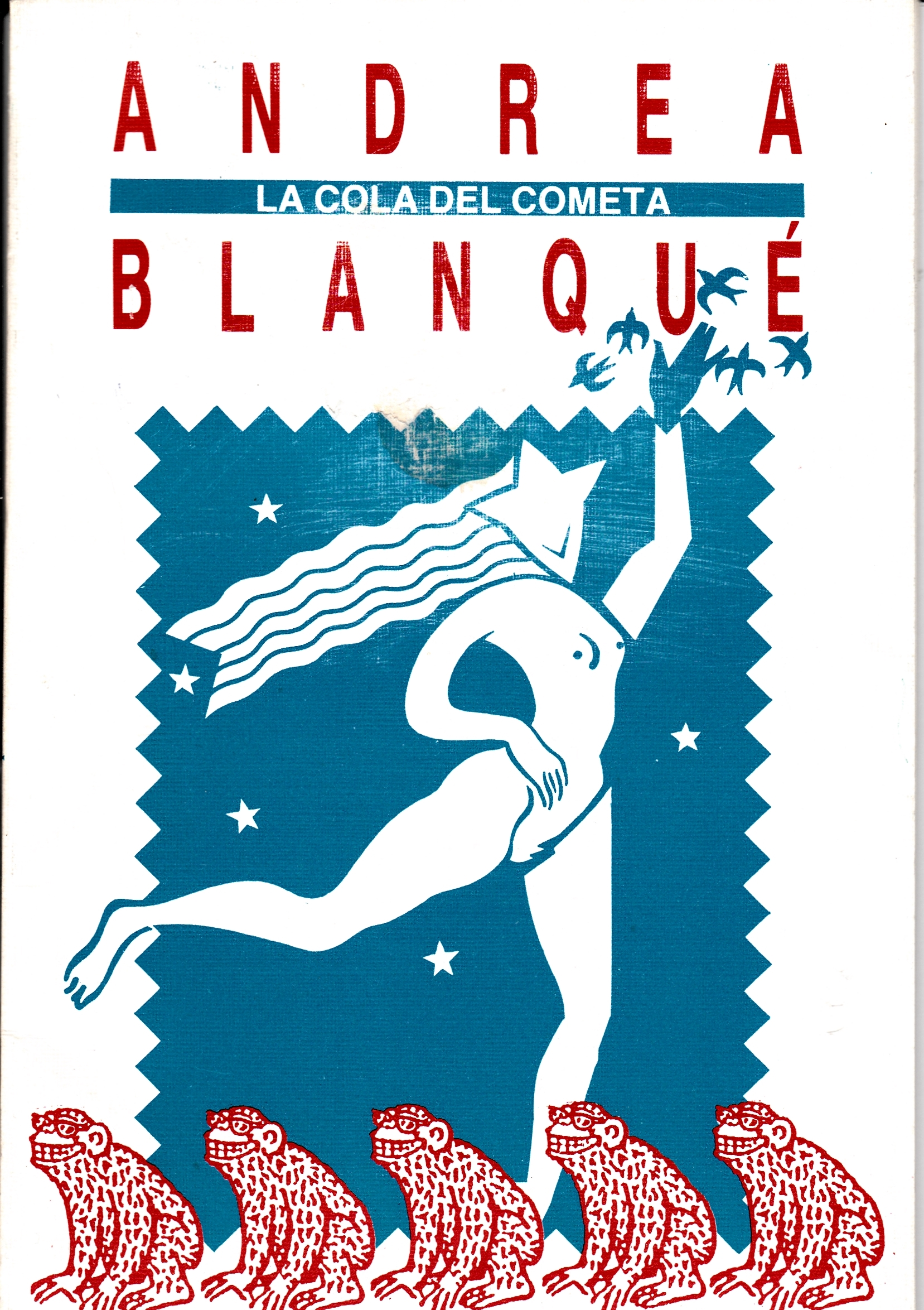
Tapa de La cola de la cometa, 1988. Ediciones de Uno. Primer libro de la autora.

«Fueron casi diez años de silencio. “‘Silencio’ es una buena metáfora para referirse a no publicar, no hacer público lo escrito. Pero no significa que no haya habido escritura. Me pregunto si un escritor sólo lo es cuando encuentra al lector. No tengo respuestas”, dice la autora, y aclara que su novela más reciente había comenzado como un cuento largo allá por 2006: “Ahora lo que uno escribe no queda en el cajón, sino en computadoras obsoletas. Quedó allí. Tenía toda la historia y los personajes: el chico lector, la chica promiscua, la profesora Adela, el capitán aristocrático, el padrastro piadoso, el pocero repulsivo, la madre malvada. Y el paisaje de Rocha, tremendo, insondable, y la casa de Adela, de madera, a merced de los vientos”».
Como resultado de este prolongado silencio surge He venido a ver las ballenas (Alfaguara, 2017), una novela reescrita a lo largo de varios años y que «pasa de ser una historia de adolescentes sin rumbo a una parábola sobre victimarios y víctimas» [Contratrapa del libro]. Más tarde vuelve a la poesía, al editar El año del lápiz (La madre del borrego, 2019), libro que se presenta como «un duelo por la muerte de los libros y de la escritura».

### Poesía
- 1988, La cola del cometa
- 1992, Canción de cuna para un asesino
- 1997, El cielo sobre Montevideo
- 2019, El año del lápiz

### Cuentos
- 1990, Y no fueron felices
- 1993, Querida muerte
- 1999, La piel dura

### Novelas

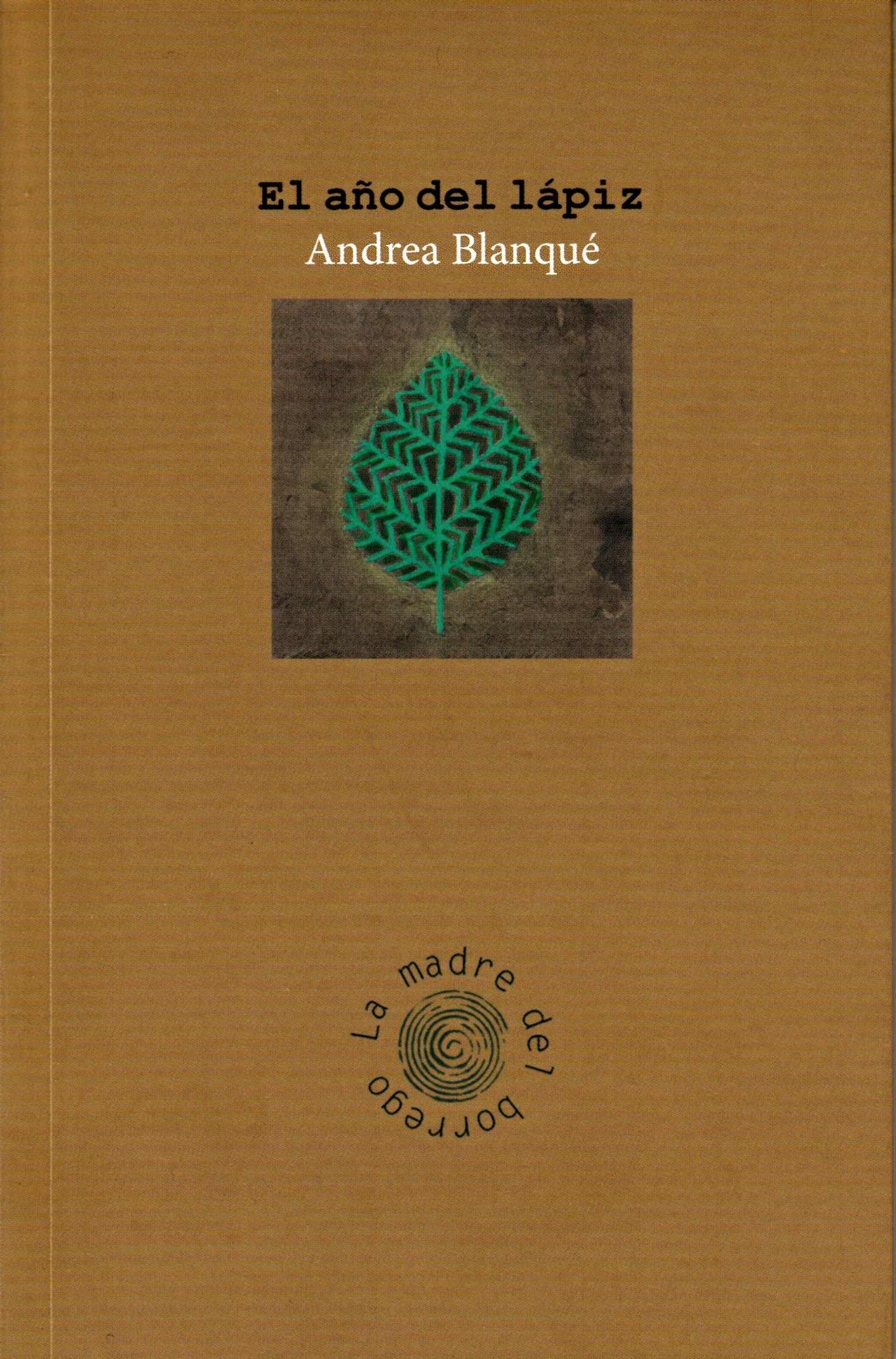
Tapa de El año del lápiz. Montevideo, 2019. Ed: La madre del borrego.

- 2001, La Sudestada
- 2002, La Pasajera
- 2006, Atlántico
- 2008, Fragilidad
- 2017, He venido a ver las ballenasTapa de El año del lápiz. Montevideo, 2019. Ed: La madre del borrego.

### Otros
- 1991, Antología del retrete. Grafitis de los baños de mujeres
- 2013ː Angelina: las huellas que dejó Angola - colaboración con Angelina Vunge

## Premios
- 1994,  Premio de Narrativa de la 33 «Feria Nacional de Libros y Grabados», por «Querida muerte».
- 2001,  Premio Bartolomé Hidalgo Revelación otorgado por la Cámara Uruguaya del Libro.[11]
- 2006,  Premio LiBeraturpreis para escritoras de Asia, África y América Latina, entregado en Alemania.